# Hoplitis bisulca
Hoplitis bisulca är en biart som först beskrevs av Carl Eduard Adolph Gerstäcker 1869.  Hoplitis bisulca ingår i släktet gnagbin, och familjen buksamlarbin. Inga underarter finns listade i Catalogue of Life.